# Wollenbach (Hausener Mühlbach)
Der Wollenbach ist der etwa siebeneinhalb Kilometer lange, nordnordöstliche und orographisch linke Quellbach des Hausener Mühlbachs im unterfränkischen Landkreis Schweinfurt auf dem Gebiet der Gemeinden Üchtelhausen und Schonungen und Teil von dessen hydrologischem Hauptstrang. Er ist ein grobmaterialreicher, karbonatischer Mittelgebirgsbach in der Schweinfurter Rhön (Hesselbacher Waldland).

## Geographie

### Quellbereich
Der Wollenbach entsteht innerhalb der Gemarkung des zur Gemeinde Üchtelhausen gehörenden Gemeindeteils Hesselbach am Südrand des Nördlichen Hesselbacher Waldlandes aus zwei Quellästen. Nur etwa einen halben Kilometer westsüdwestlich von dort entspringt in der Flur Lange Heide der Wildbach.
Der nördliche, linke und längere Quellast entspringt knapp achthundert Meter nördlich des Pfarrdorfs Hesselbach und gut neunhundert Meter östlich des ebenfalls zu Üchtelhausen gehörenden Dorfs Hoppachshof auf einer Höhe von etwa 388 m ü. NHN direkt südlich der Waldabteilung Heidschlag in der Flur Pfingstaspen zwischen einer Wiese im Norden und einem Feld im Süden. Die Wiese nördlich der Quelle ist eine sumpfige Nasswiese mit Seggen- und Binsenbewuchs.
Der Quellast fließt zunächst etwa einen halben Kilometer in östlicher Richtung durch den Wald, anschließend am Waldrand entlang und vereinigt sich danach mit dem zweiten, südlichen Quellast.

### Weiterer Verlauf

#### Vom Ursprung bis Ottenhausen
Der vereinte Bach zieht nun weiter ostwärts am Rand eines Laubwaldes entlang, dann nördlich an feuchten Hochstaudenfluren und Großseggenriede vorbei und unterquert danach die Kreisstraße SW 5 (früher Lauringner Weg). Er fließt nun in einem kleinen Bogen mehr und mehr nach Süden drehend zwischen Felder und Wiesen, dann am Westrand eines Laubwäldchens entlang und wird sodann bei mehreren aufgelassenen Fischteichen rechts und links von kleinen Zuläufen verstärkt. Gut zweihundert Meter westlich von dort befinden sich die Überreste einer Freilandstation des Mesolithikums und einer vermutlich aus der Hallstattzeit stammenden Siedlung.
Der Wollenbach unterquert nun einen Feldweg. Etwas südlich davon steht dort auf seiner linken Seite ein Wegekreuz. Er fließt dann etwa zweihundert Meter am Rand des nach ihm benannten Waldgeländes in südöstlicher Richtung, anschließend folgt ihm für knapp einen Kilometer ungefähr die Gemarkungsgrenze zwischen Hesselbach und dem Kirchdorf Reichmannshausen, die gleichzeitig die Gemeindegrenze zwischen Üchtelhausen und Schonungen ist. Auf seiner linken Seite wird er vom örtlichen Wanderweg Schweinfurter OberLand-Tour 1a begleitet. Der Bachlauf führt knapp einen Kilometer östlich der Ortslage von Hesselbach in der Flur Schulzenwies durch einen schmalen Auenwald, der im Osten von Laubwald und im Westen meistens von Grün-, zeitweise aber auch von Ackerland begrenzt wird.

#### Ottenhausen
Bei der Flur Restwiesen knapp einhundertfünfzig Meter nördlich des zur Gemarkung Hesselbach gehörenden und urkundlich erstmals 811 genannten Weilers Ottenhausen teilt sich der Bach. Der östliche Arm fließt weiterhin am Walde entlang, während der westliche, von dichten Gehölz begleitet, durch Felder und Wiesen läuft. In den westlichen Arm mündet kurz darauf ein kleiner, nur etwa einen halben Kilometer langer Wiesenlauf. Nördlich dieses Wiesenbächleins liegen die Reste einer weiteren Freilandstation aus der Zeit des Mesolithikums. Gut einhundert Meter bachabwärts fließen die beiden Bacharme dann wieder zusammen. Der Bach entfernt sich nun von der Gemarkungsgrenze und erreicht bald danach bei der Flur Sauacker den Ortsrand von Ottenhausen. Er durchfließt den Ort, unterquert die örtliche Hauptstraße und wird dann vom aus dem Nordosten heranziehenden und gut einen Kilometer langen Hausbach verstärkt.
Der Wollenbach läuft daraufhin östlich der Ortsstraße in Richtung Süden durch einen Auenwaldstreifen am Ortsrand des Weilers entlang, kreuzt bei einer in den Jahren 1953/54 von der ortsansässigen Bevölkerung und der Kirchengemeinde Hesselbach errichteten Kapelle die örtliche Hauptstraße, auf der der insgesamt 19,5 km lange Wanderweg 3-Täler-Weg und ein Radweg verlaufen, ein zweites Mal und fließt danach westlich der Straße weiterhin südwärts durch die Flur Sauwiesen am Ausflugslokal Tannenberghütte vorbei.

#### Ottenhäuser Grund
Der Bach unterquert nun eine Zufahrtstraße und betritt gleich danach das 1.240 ha große Landschaftsschutzgebiet Hausener Tal im Ottenhäuser Grund. Dort mündet auf seiner linken Seite ein etwa anderthalb Kilometer langer Waldbach, der aus dem Osten vom 391 m hohen Grainberg und in einem nördlichen Ast vom Erika-Brünnle herannaht. Etwa dreißig Meter bachabwärts in der Flur Mühlwiesen betrieb der Wollenbach früher die Ottenhausner Mühle.

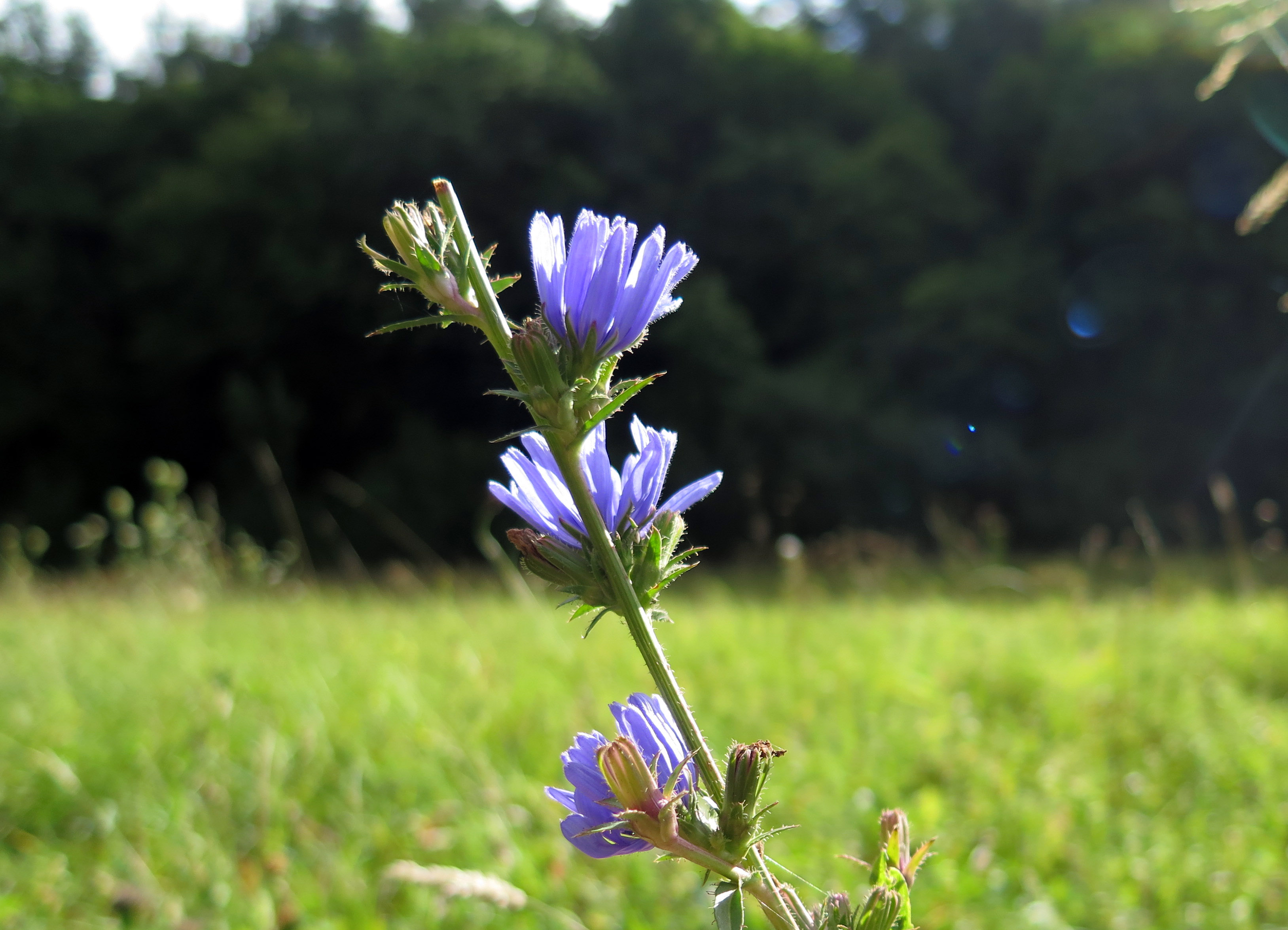
Zichorie im Ottenhäuser Grund

Der Wollenbach läuft nun südwestwärts durch ein enges und mit Laubbäumen bewaldetes Kerbtal und wird dabei auf seiner rechten Seite vom 3-Täler-Weg und auf der linken Seite in der vom Fernwanderweg Friedrich-Rückert sowie einem Radweg begleitet. An seine Nordseite grenzt die Waldabteilung Eichholzschlag, an die südliche die Abteilung Schwarzland.
In einem nur knapp dreißig Meter breiten schmalen Streifen an der Grenze der Gemarkung Hesselbach zieht er zunächst durch die Flur Pöpelswiesen südlich an den Mühlrangen vorbei und wechselt dann in die Gemarkung des Schonungener Ortsteils Reichmannshausen. In der Nähe der Waldabteilung Am alten Jägerhaus wechselt der Radweg über einen Steg auf die andere Seite des Bachs. Ungefähr einen halben Kilometer vom Bach entfernt liegt dort ein Bestattungsplatz mit Grabhügeln der Hallstattzeit. Der Bach fließt danach in der Flur Schäferwiesen in einem schmalen Grünstreifen an einem auf linken Seite liegenden 2,47 ha großen Naturwald vorbei, in dem Holzeinschlag und sonstige forstwirtschaftliche Nutzungen untersagt sind. Ab dort führt der Wollenbach nur noch unregelmäßig Wasser. Etwas bachabwärts betritt der Bach die Gemarkung des Schonungener Ortsteils Hausen. Dort wechselt nun auch der Friedrich-Rückert-Wanderweg durch eine Furt auf die andre Seite des Bachs.
Er läuft nun in einem Grünstreifen südsüdwestwärts zwischen Eichenbühl an seiner rechten Seite und der 403 m hohen Siebenkohlplatte an der linken an bewaldeten Hängen entlang und erreicht nach etwa sechshundert Meter den ehemaligen Hausener Steinbruch. Dieser 1998 stillgelegte Muschelkalkbruch, in dem sich ein etwa 2,5 ha großer natürlicher Grundwassersee gebildet hat, hat sich zu einem wertvollen und artenreichen Biotop entwickelt. Ungefähr zweihundert Meter südlich des Sees fließt ihm östlich des Hartbergs auf seiner rechten Seite der etwa zwei Kilometer lange, nur intermittierend wasserführende und aus dem Nordnordwesten kommende Eichenbühlgraben zu.
Der Wollenbach betritt nun das Naturschutzgebiet Hausener Talhänge und zieht im Naturschutzgebiet, begleitet von einem Wanderweg auf seiner rechten Seite und einem Fahrradweg auf der linken, in einem artenreichen Extensivgrünlandstreifen südsüdwestwärts durch das enge, mit Laubbäumen bewaldete Tal des Ottenhäuser Grunds. Er passiert dabei an seiner rechten Seite einen weiteren Bestattungsplatz mit Grabhügeln aus der Hallstattzeit.

Ottenhäuser Grund
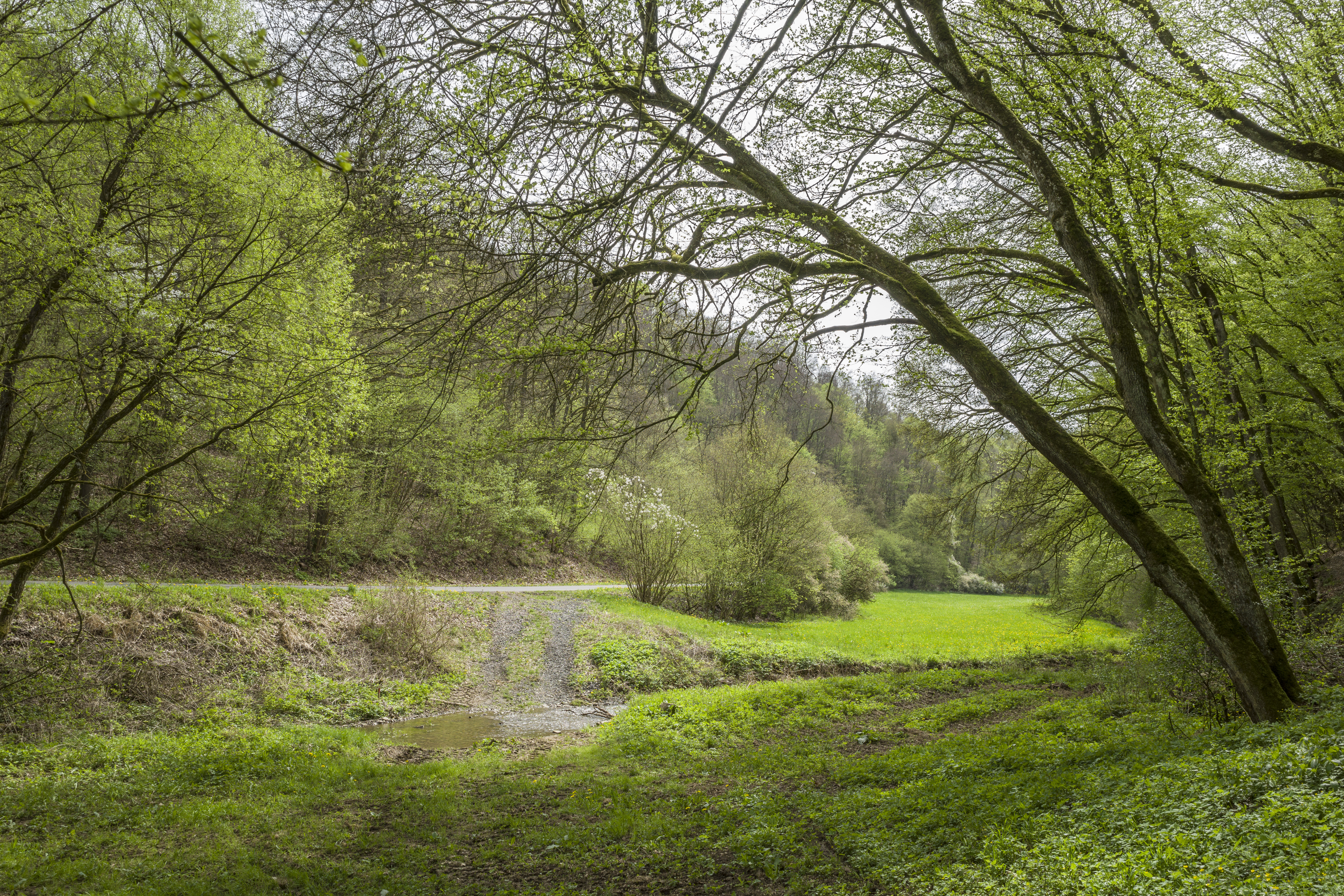
Furt durch den Wollenbach
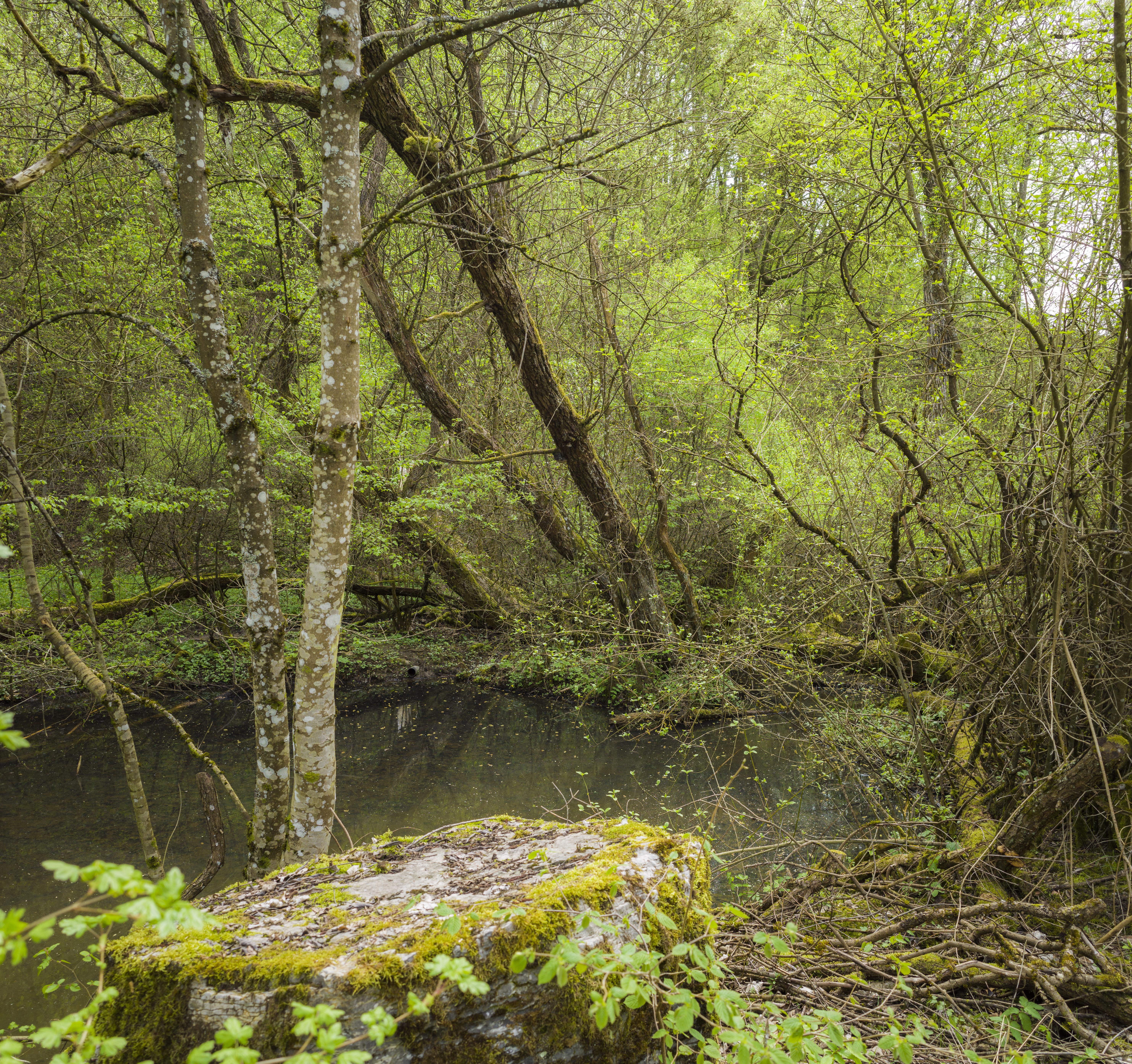
Wollenbach
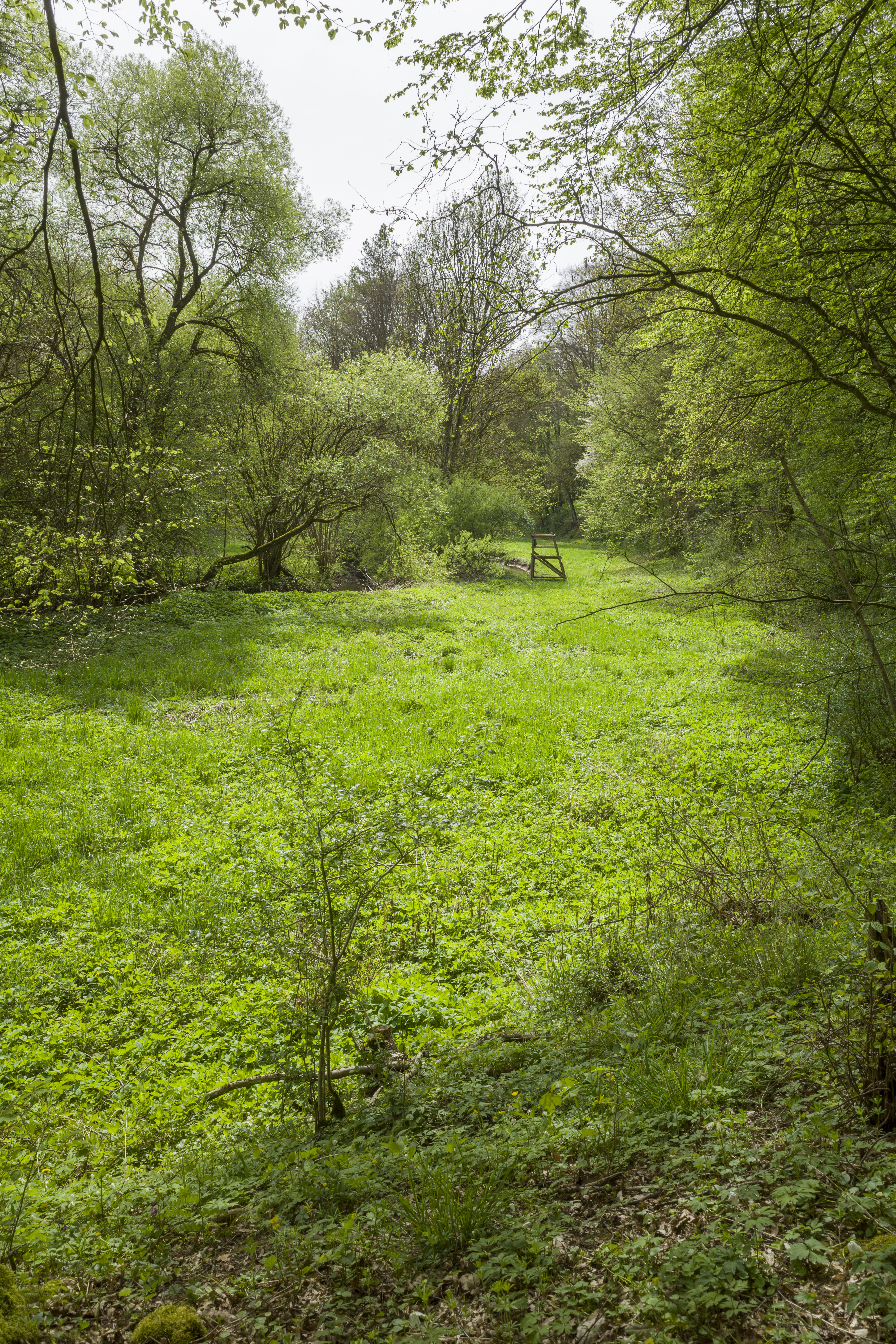
Wollenbach (links oben)
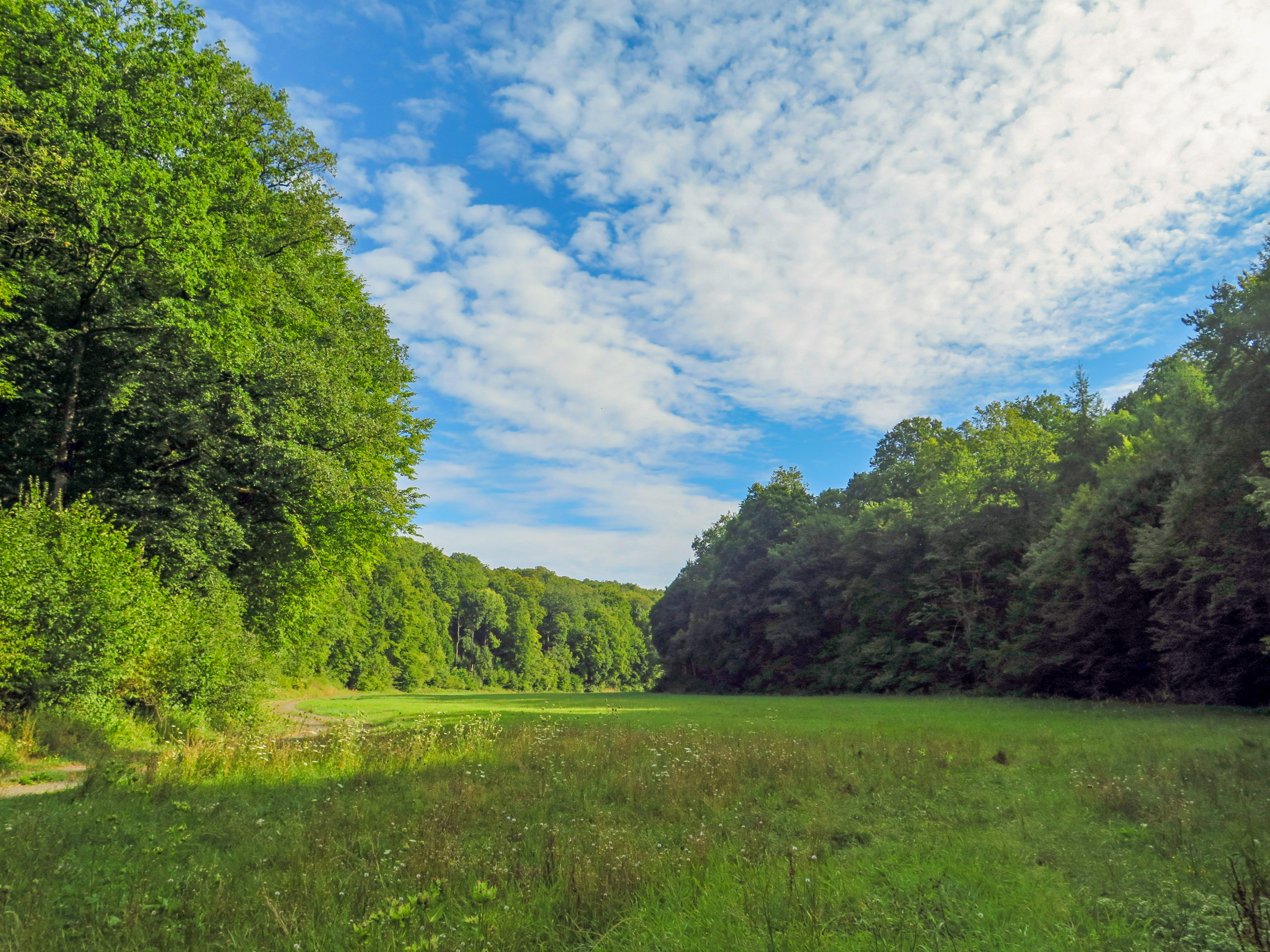
Ottenhäuser Grund

#### Mündung in Hausen

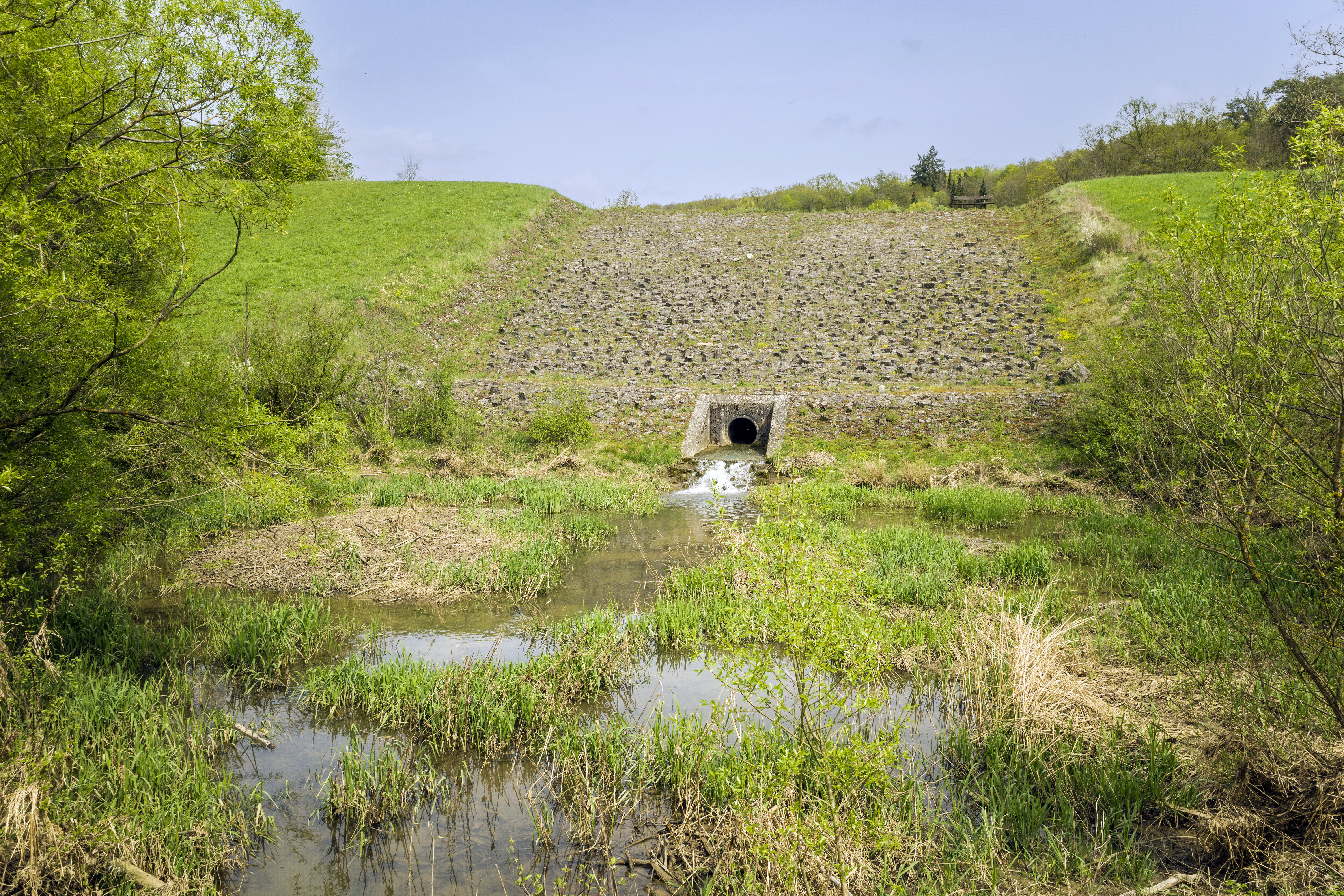
Hochwasserrückhaltedamm für Hausen mit Tosbecken

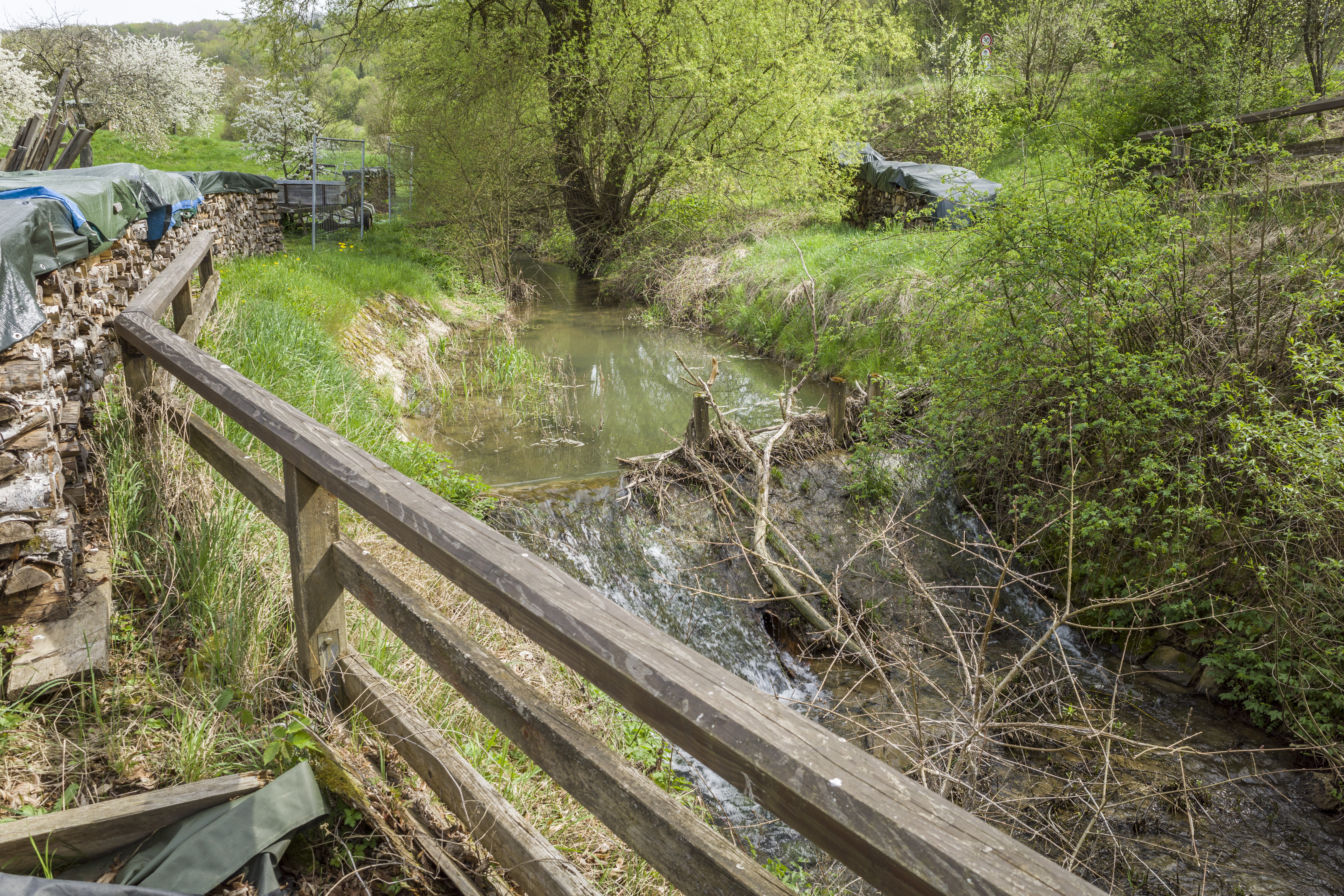
Wollenbach am nordöstlichen Ortsrand von Hausen

Der Bach verlässt nun das Naturschutzgebiet und erreicht das Hochwasserrückhaltebecken für Hausen. Er verschwindet hier im Grundablass, unterquert die Stauanlage und tritt am Tosbecken wieder zutage. Knapp 200 m später erreicht er den Ortsrand von Hausen. Er unterquert nun die Hausener Hauptstraße und läuft danach teilweise unterirdisch verdolt westlich an der Hausener Kirche St. Leonhard vorbei. Der Bach unterquert nun eine Verbindungsstraße zum Kirchplatz. Südlich davon zweigt dort auf seiner linken Seite ein Arm ab.
Nördlich der Parkanlage Hausen an der Stichstraße Katzenbrunnen vereinigt sich schließlich auf einer Höhe von 241 m ü. NHN der Wollenbach mit dem von rechts und zuletzt aus dem Nordwesten kommenden Grundwiesentalbach zum Hausener Mühlbach.
Der etwa 7,5 km lange Lauf des Wollenbachs endet ungefähr 147 Höhenmeter unterhalb seiner Quelle, er hat somit ein mittleres Sohlgefälle von etwa 20 ‰.

### Einzugsgebiet
Das etwa 13,3 km² große Einzugsgebiet des Wollenbach liegt im Hesselbacher Waldland und wird durch ihn über den Hausener Mühlbach, die Steinach, den Main und den Rhein zur Nordsee entwässert.
Es grenzt
- im Nordosten an das Einzugsgebiet des Riedbachs, der über die Nassach in den Main entwässert;
- im Osten an das der Wässernach, die in den Main mündet;
- im Südosten an das der Steinach;
- im Westen an das des Grundwiesentalbachs;
- im Nordwesten an das des Wildbachs, der unter dem Namen Meerbach in den Main mündet und
- im Norden an das des Erlenbachs, der über die Maß, die Lauer und die Fränkische Saale in den Main entwässert,
sowie an das des Sauerquellenbachs, der über die Geißler in die Lauer entwässert.

Die höchste Erhebung ist ein namenloser Hügel nordwestlich des Schonunger Ortsteils Löffelsterz mit einer Höhe von 408 m ü. NHN im Osten des Einzugsgebiets.
Im oberen Einzugsgebiet steht Unterkeuper an, mit dem Beginn der Taleintiefung etwas vor Ottenhausen schneidet sich der Bach in den Oberen Muschelkalk ein. Weiter abwärts wird das Tal auf etwa einer Länge von zwei Kilometern um den alten Steinbruch von Nordwest nach Südost von einem tektonischen Graben gequert, der talaufwärts Mittleren Muschelkalk gegen den Oberen zuvor und talabwärts Unteren Muschelkalk gegen den danach wieder anstehenden Oberen versetzt. Auf den beiden linken Randhöhen danach liegen wieder kleine Schichtinseln des Unterkeupers.

### Zuflüsse
Von der Quelle zum Zusammenfluss. Auswahl.
- Hausbach (links), ca. 1,1 km und ca. 1,3 km²
- (Waldbach vom Grainberg) (links), ca. 1,5 km und ca. 1,5 km²; Quelle Erikabrünnle
- Eichenbühlgraben (rechts), ca. 2,0 km und ca. 1,2 km²; unbeständig

## Naturschutzgebiet Hausener Talhänge
Das 145,72 ha große Naturschutzgebiet Hausener Talhänge im Naturraum Hesselbacher Waldland wurde im Jahre 2002 unter Schutz gestellt. In ihm liegt der Ottenhäuser Grund, mit dem Wollenbach und der Hesselbachergrund mit dem Grundwiesentalbach.

Naturschutzgebiet Hausener Talhänge
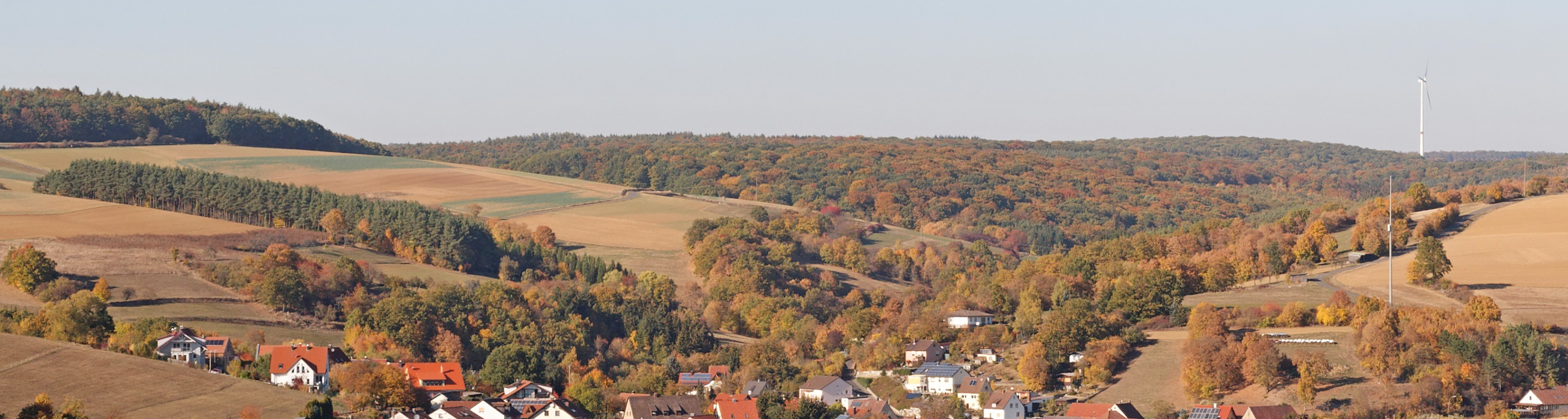
Hausen von Süden aus gesehen. Im Hintergrund rechts das Naturschutzgebiet Hausener Talhänge, ganz rechts mit dem Ottenhäuser Grund

### BayernAtlas („BA“)
Amtliche Online-Gewässerkarte mit passendem Ausschnitt und den hier benutzten Layern: Verlauf des Wollenbachs.

Allgemeiner Einstieg ohne Voreinstellungen und Layer: BayernAtlas der Bayerischen Staatsregierung (Hinweise).
1. 1 2  Höhe abgefragt auf dem Hintergrundlayer Amtliche Karte (Rechtsklick).
2. ↑  Länge abgemessen auf dem Hintergrundlayer Amtliche Karte.
3. ↑  Einzugsgebiet abgemessen auf dem Hintergrundlayer Amtliche Karte.
4. ↑  Geologie nach dem Layer Geologischen Karte 1:500.000.

### Sonstige
1. ↑  Brigitte Schwenzer: Geographische Landesaufnahme: Die naturräumlichen Einheiten auf Blatt 140 Schweinfurt. Bundesanstalt für Landeskunde, Bad Godesberg 1968. → Online-Karte (PDF; 4,3 MB).
2. ↑  Positionsblätter 1:25000 (um 1860).
3. ↑  D-6-5827-0038, Freilandstation des Mesolithikums und Siedlung vermutlich der Hallstattzeit.
4. ↑   Bayerischer Denkmal-Atlas.
5. ↑  Schweinfurter Oberland Tour 1.
6. ↑  D-6-5828-0043, Freilandstation des Mesolithikums. Bayerischer Denkmal-Atlas.
7. ↑  Die Geschichte von Üchtelhausen. (Memento vom 30. Juli 2017 im Internet Archive).
8. ↑  3-Tälerweg.
9. ↑  Tannenberghütte (Memento vom 11. Mai 2016 im Internet Archive).
10. ↑  Verordnung des Landkreises Schweinfurt über das Landschaftsschutzgebiet Hausener Tal.
11. ↑  Karte des Königreichs Bayern (1848).
12. ↑  Messtischblätter, Landkartenarchiv.
13. ↑  Friedrich-Rückert-Wanderweg.
14. ↑  D-6-5827-0022, Bestattungsplatz mit Grabhügeln der Hallstattzeit.
15. ↑  Christine Meyer: Schonungen. Neues Leben im Kalksteinbruch. Basalt-Actien-Gesellschaft.
16. ↑  Oberland-Pilot: Ehemaliger Steinbruch bei Hausen, Schonungen (Luftbildaufnahmen). Video, YouTube.
17. ↑  Karte des Königreichs Bayern (1848).
18. ↑  Bezeichnung nach den Positionsblättern 1:25000 (um 1860).
19. ↑  D-6-5927-0080, Bestattungsplatz mit Grabhügeln der Hallstattzeit.